# هرارون (حومة بم)
هرارون (بالفارسية: هرارون) هي قرية تقع في إيران في منطقة مركزية ريفية. يقدر عدد سكانها بـ 496 نسمة بحسب إحصاء 2016.